# スタディオン・ハルヘンワールト
スタディオン・ハルヘンワールト（Stadion Galgenwaard）は、オランダ・ユトレヒト州ユトレヒトにあるサッカー専用スタジアム。

## 歴史
1600年頃、この土地は主に死刑囚に対して絞首刑を行う処刑場であった。1700年頃から、スタジアム建設が始まる1930年代まで、農地だった。
建設開始時の背景には、当時、ユトレヒト近郊にスポーツ施設が存在しなかったことと、オランダ国防省が完成したスタジアムを有事の際に国の防衛拠点として使用する目論見があったことなどがある。戦争に巻き込まれるという懸念があったものの、国防省の力を借り、1929年に建設が開始された。
1936年5月21日、スタジアムの建設が完了し、サッカーだけでなく自転車競技や視覚ハウンドなどの競技にも使用された。建設当時、サッカークラブではDOSやUVヘラクレスがスタジアムを使用し、週末のリーグ戦には約18,000人が詰めかけた。
しばらく、大規模な改修工事は計画されなかったが、2001-02シーズンにスタジアムの拡張工事が始まり、2004年に竣工。スタジアム収容人数が23,750人に増加した。2009年9月9日にはサッカー日本代表とサッカーガーナ代表の親善試合が行われており、日本が4-3で勝利を収めている。

## 開催された主な大会
- サッカー国際Aマッチ

| #  | 期日           | 対戦国                       | 結果 | 大会                          |
| -- | -------------- | ---------------------------- | ---- | ----------------------------- |
| 1  | 1967年9月7日   | オランダ × イスラエル        | 1-2  | 親善試合                      |
| 2  | 1983年4月27日  | オランダ× スウェーデン       | 0-3  | 親善試合                      |
| 3  | 1992年5月30日  | オランダ× ウェールズ         | 4-0  | 親善試合                      |
| 4  | 1993年2月24日  | オランダ× トルコ             | 3-1  | 1994 FIFAワールドカップ・予選 |
| 5  | 1993年3月24日  | オランダ× サンマリノ         | 6-0  | 1994 FIFAワールドカップ・予選 |
| 6  | 1994年5月27日  | オランダ× スコットランド     | 3-1  | 親善試合                      |
| 7  | 1995年1月18日  | オランダ× フランス           | 0-1  | 親善試合                      |
| 8  | 2004年9月3日   | オランダ× リヒテンシュタイン | 3-0  | 親善試合                      |
| 9  | 2009年9月9日   | 日本× ガーナ                 | 4-3  | 親善試合                      |
| 10 | 2020年10月9日  | 日本× カメルーン             | 0-0  | 親善試合                      |
| 11 | 2020年10月13日 | 日本× コートジボワール       | 1-0  | 親善試合                      |